# Lijst van gemeenten in Sivas
Onderstaande lijst bevat alle gemeenten in de Turkse provincie Sivas (2000).
| District   | Gemeente      |
| ---------- | ------------- |
| Akıncılar  | Akıncılar     |
| Altınyayla | Altınyayla    |
| Altınyayla | Deliilyas     |
| Altınyayla | Kale          |
| Divriği    | Divriği       |
| Doğanşar   | Doğanşar      |
| Gemerek    | Çepni         |
| Gemerek    | Eğerci        |
| Gemerek    | Gemerek       |
| Gemerek    | İnkışla       |
| Gemerek    | Sızır         |
| Gemerek    | Yeniçubuk     |
| Gölova     | Gölova        |
| Gürün      | Gürün         |
| Gürün      | Suçatı        |
| Hafik      | Hafik         |
| İmranlı    | İmranlı       |
| Kangal     | Alacahan      |
| Kangal     | Çetinkaya     |
| Kangal     | Havuz         |
| Kangal     | Kangal        |
| Koyulhisar | Koyulhisar    |
| Sivas      | Gümüşdere     |
| Sivas      | Kurtlapa      |
| Sivas      | Sivas         |
| Sivas      | Yakupoğlan    |
| Sivas      | Yıldız        |
| Suşehri    | Çataloluk     |
| Suşehri    | Suşehri       |
| Şarkışla   | Akçakışla     |
| Şarkışla   | Cemel         |
| Şarkışla   | Gürçayır      |
| Şarkışla   | Kızılcakışla  |
| Şarkışla   | Şarkışla      |
| Ulaş       | Baharözü      |
| Ulaş       | Ulaş          |
| Ulaş       | Yenikarahisar |
| Yıldızeli  | Güneykaya     |
| Yıldızeli  | Kalın         |
| Yıldızeli  | Kavak         |
| Yıldızeli  | Kümbet        |
| Yıldızeli  | Şeyhhalil     |
| Yıldızeli  | Yavu          |
| Yıldızeli  | Yıldızeli     |
| Zara       | Şerefiye      |
| Zara       | Zara          |